# Distretto di Jianggan
Il distretto di Jianggan (江干区S, JiangganP) è un distretto della Cina, situato nella provincia dello Zhejiang.